# Rushville (Missouri)
Rushville è un villaggio degli Stati Uniti d'America, situato nello Stato del Missouri, nella contea di Buchanan.